# Södra Åkarps landskommun
Södra Åkarps landskommun var en tidigare kommun i dåvarande Malmöhus län.

## Administrativ historik
Kommunen bildades i Åkarps socken i Oxie härad i Skåne när 1862 års kommunalförordningar trädde i kraft. Namnet var till 17 april 1885 Åkarps landskommun.
Vid kommunreformen 1952 uppgick kommunen i Månstorps landskommun som upplöstes 1974 då denna del uppgick i Vellinge kommun.

## Politik

### Mandatfördelning i Södra Åkarps landskommun 1938-1946
| 8 | 7 |

| 15 |

| 8 | 7 |

| 15 |

| 6 | 9 |

| 15 |